# Daniel Sennert
Daniel Sennert (Breslau, 1572. november 25. – Wittenberg 1637. július 21.) német kémikus, orvos, alkimista, egyetemi oktató.

## Élete, munkássága

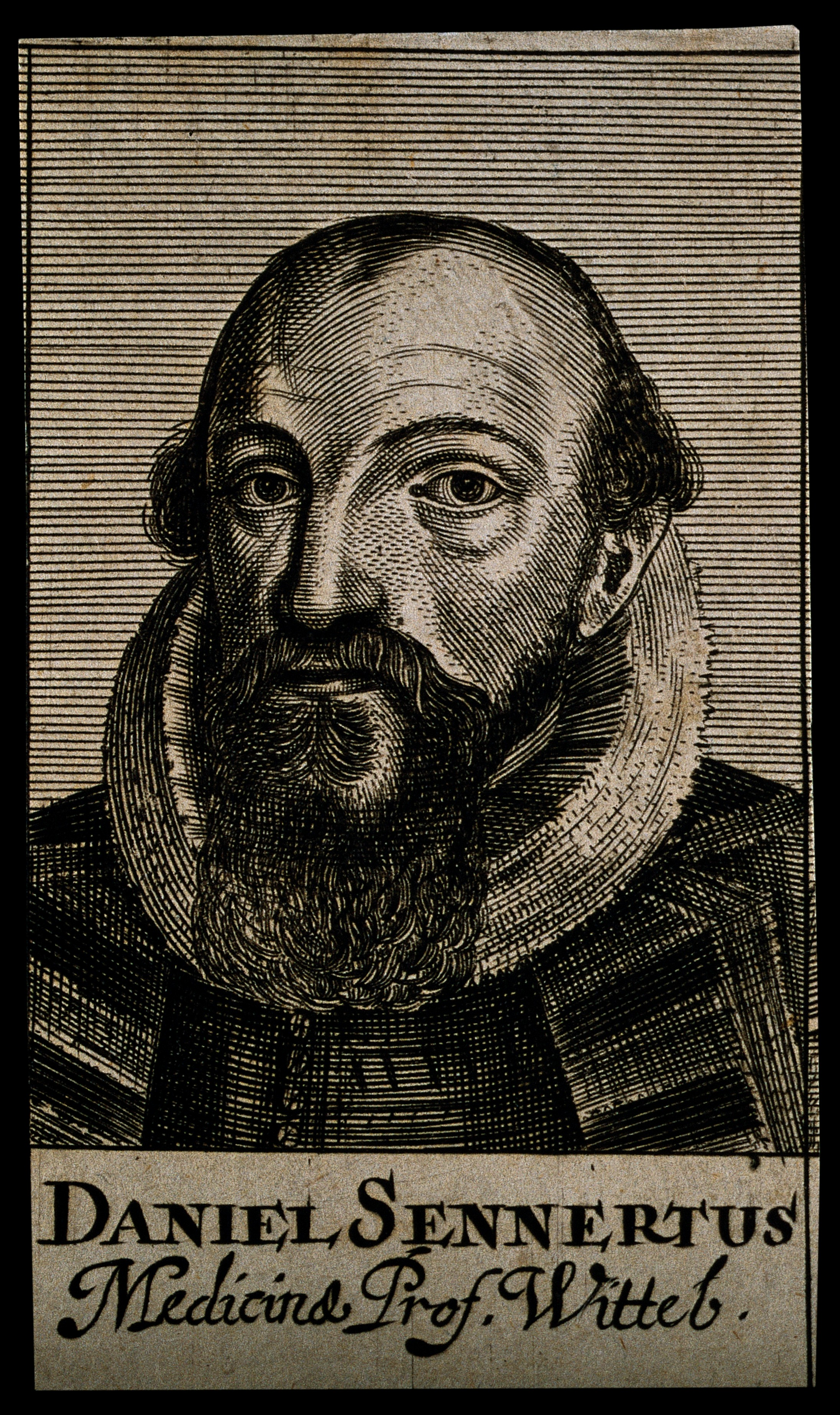
Daniel Sennert (rézmetszet, 1688)

Apja, Nicolaus Sennert cipészmester a sziléziai Laenből költözött Breslauba.
Az ifjú Daniel 1598-ban végzett a Wittenbergi Egyetemen és 1601-ben avatták doktorrá. Élete hátralevő részében is az egyetemen maradt, mint annak oktatója. Hatszor választották meg az orvoskar dékánjának. Több népszerű könyvet jelentetett meg a kémiáról, illetve az alkímiáról. Emellett számos arisztokratának volt udvari fizikusa, így I. János György szász választófejedelemnek is.
A városon végigsöprő járványban halt meg.

### Atomelmélete
Az anyag felépítését a kémiai és fizikai jelenségek oldaláról magyarázta. Úgy gondolta, hogy minden anyag igen kicsi, egyszerű, tovább már nem osztható részecskékből áll. Ezzel a koncepcióval sikeresen meg tudta magyarázni a fizikai kémia több jelenségét:
- egyrészt a párolgást és a szublimációt,
- másrészt az oldódást.

Úgy gondolta, hogy a párolgó anyag összesűrített atomjai kiterjednek, illetve szétoszlanak, a kondenzáció pedig összesűrűsíti őket. A fémek és a sók oldódása közben az anyag olyan kis részecskékre oszlik, amelyeket már nem tudunk érzékelni. Az anyagok szaga is azt bizonyítja, hogy az igen kicsi részecskék elszabadulnak belőle. Elképzelése Arisztotelész és Démokritosz anyagképe között van, ekként feltételezte, hogy vannak első-, illetve másodrendű atomok.
Elsőrendű atomok:
- a tűz,
- a levegő,
- a víz és
- a föld

atomjai.
A másodrendű atomok a négy elsőrendű elemből állnak össze, és a másodrendű atomok vegyüléseiből újabb testek képződhetnek — ez felfogható úgy, hogy megsejtette az atomok és a molekulák különbözőségét.
Elméletét látványos kísérletekkel támasztotta alá — ezek közül a leghíresebb az oldott ezüst visszanyerése volt. A kísérlethez használt elektrumból (arany és ezüst ötvözetéből választóvízzel (salétromsavval) kioldotta az ezüstöt. Az oldatot szűrőpapírral derítette annak bemutatására, hogy az semmiféle szilárd részecskét nem tartalmaz. Ezután hamuzsírral kicsapatta az ezüstöt, és a csapadékot tégelyben kiizzítva azt fém formájában kapta vissza. Ezzel a kísérlettel igazolta, hogy az oldatban az anyag hiánytalanul megmarad és nem semmisül meg, amint azt Arisztotelész tévesen gondolta.
Valószínűleg ezek a kísérletek inspirálták Robert Boyle egyes kísérleteit és részecskeelméletét.

## Hatása
Munkássága sok hívet szerzett az atomelméletnek, a „hivatalos tudomány” azonban továbbra Arisztotelészi tanait hirdette. 1624. augusztus 24-én Párizsban néhány tudós vitaülést akart szervezni az atomelmélet védelmére. A Sorbonne tanári kara azonban meghallgatásuk nélkül hamisnak nyilvánította tanaikat. A kitűzött helyre a megadott időpontban már mintegy ezer érdeklődő gyűlt össze, és ott tudták meg, hogy nem lesz vita, mert előző éjjel a rendező tudósok közül többet letartóztatták, a többieket pedig csak azért nem, mert sikerült elmenekülniük. A párizsi bíróság ezután kitiltotta őket a városból, és a Sorbonne-on oktatni kívánóknak még közel egy évszázadig esküt kellett tenniük, hogy a katedráról nem fognak Arisztotelészével ellentétes nézeteket hirdetni.

## Fordítás
Ez a szócikk részben vagy egészben  a   Daniel Sennert című angol Wikipédia-szócikk ezen változatának fordításán alapul.  Az eredeti cikk szerkesztőit annak laptörténete sorolja fel. Ez a jelzés csupán a megfogalmazás eredetét és a szerzői jogokat jelzi, nem szolgál a cikkben szereplő információk forrásmegjelöléseként.